# Lawrence Shehan

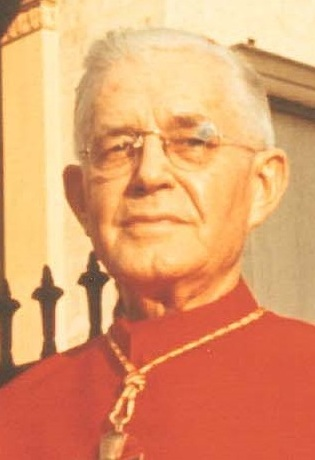
Lawrence Kardinal Shehan

Kardinalswappen

Lawrence Joseph Kardinal Shehan  (* 18. März 1898 in Baltimore, Maryland, USA; † 26. August 1984 ebenda) war Erzbischof von Baltimore.

## Leben
Lawrence Shehan studierte am Saint Charles College in Ellicott City, Maryland, am Saint Mary’s Seminary in  Baltimore und am Päpstlichen Athaneum „De Propaganda Fide“ in Rom die Fächer Philosophie und Katholische Theologie. Er empfing am 23. Dezember 1922 das Sakrament der Priesterweihe und arbeitete anschließend als Seelsorger in verschiedenen Gemeinden der Diözesen Baltimore und Washington, D.C. Darüber hinaus war er von 1929 bis 1936 stellvertretender Direktor und von 1936 bis 1945 Direktor der Katholischen Wohlfahrtsverbände der USA. Papst Pius XII. ernannte ihn 1945 zum Titularbischof von Lydda und zum Weihbischof in Baltimore. Die Bischofsweihe empfing Lawrence Shehan am 12. Dezember 1945 durch den Apostolischen Delegaten in den USA, Erzbischof Amleto Giovanni Cicognani; Mitkonsekratoren waren Peter Leo Ireton, Bischof von Richmond, und John Michael McNamara, Weihbischof in Baltimore und Washington.
1953 wurde Lawrence Shehan der erste Bischof von Bridgeport. Am 10. Juli 1961 ernannte ihn Papst Johannes XXIII. zum Titularerzbischof von Nicopolis ad Nestum und zum Koadjutorerzbischof des Erzbistums Baltimore. Lawrence Shehan wurde am 8. Dezember desselben Jahres Erzbischof von Baltimore. Er nahm in den Jahren 1962 bis 1965 als Konzilsvater am Zweiten Vatikanischen Konzil teil. Papst Paul VI. nahm ihn am 22. Februar 1965 als Kardinalpriester mit der Titelkirche San Clemente in das Kardinalskollegium auf und übertrug ihm das Amt des Präsidenten beim Zentralkomitee für die Internationalen Eucharistischen Kongresse. Die Leitung des Erzbistums Baltimore legte Lawrence Kardinal Shehan am 2. April 1974 aus Altersgründen nieder. Er starb am 26. August 1984 in Baltimore und wurde ebendort in der Kathedrale Maria Königin beigesetzt.